# Lac Camousitchouane
Le lac Camousitchouane est un plan d'eau douce du versant Sud de la rivière Rupert, traversé par la rivière à la Marte (rivière Rupert), dans Eeyou Istchee Baie-James (municipalité), dans la région administrative du Nord-du-Québec, dans la province de Québec, au Canada.
La foresterie constitue la principale activité économique du secteur ; les activités récréotouristiques en second. Les zones environnantes sont propices à la chasse et à la pêche.
Le bassin versant du lac Camousitchouane est desservi par quelques routes forestières pour la foresterie et les activités récréotouristiques. Une route principale passe à l'est et au nord-est du lac, soit entre le lac Camousitchouane et le lac Mesgouez.
La surface du lac Camousitchouane est habituellement gelée de la fin octobre au début mai, toutefois la circulation sécuritaire sur la glace se fait généralement de la mi-novembre à la fin d'avril.

## Géographie
Les principaux bassins versants voisins du lac Camousitchouane sont :
- côté nord : lac Auzoult, rivière à la Marte (rivière Rupert), rivière Rupert, lac Mesgouez, lac La Bardelière ;
- côté est : lac Villon, rivière à la Marte (rivière Rupert), lac Canotaicane, rivière Châtillon, lac Troilus, lac Boisfort, lac Miskittenau, rivière Natastan, baie Radisson, lac Mistassini ;
- côté sud : lac Famine, lac Bécherau, lac Caqueville, lac Coigne, rivière Coigne, rivière Broadback, rivière Théodat ;
- côté ouest : lac du Prêtre, lac de la Cache, lac Le Cordier, lac Weakwaten, rivière à la Marte (rivière Rupert), lac Tésécau, lac Legoff.

Situé à l'ouest du lac Mistassini, entre le cours de la rivière Rupert et le cours de la rivière Broadback, le lac Camousitchouane épouse la forme d'un grand H. Il comporte une superficie de 63,21 km2. Ce lac comporte une longueur de 19,5 km, une largeur maximale de 8,9 km et une altitude de 310 m.
Le lac Camousitchouane comporte 44 îles, plusieurs baies et presqu'îles. Les principales caractéristiques de ce lac sont (sens horaire à partir de l'embouchure située au nord-ouest) :
- une baie située au nord-est s'étirant vers le sud sur 10,4 km ;
- une presqu'île rattachée à la rive sud s'étirant sur 9,0 km vers le nord. Note : cette presqu'île sépare la baie précédente et la baie suivante. Cette presqu'île comporte le lac Famine dans sa partie sud ;
- une baie s'étirant sur 8,0 km vers du sud-Ouest ;
- une bande de terre sur la rive Ouest (partie sud) séparant le lac du Prêtre et le lac Camousitchouane ;
- une baie située au nord-ouest, laquelle est traversée par la rivière à la Marte (rivière Rupert) ;
- une presqu'île rattachée à la rive nord  s'étirant sur 9,8 km vers le Sud, soit vers le centre du lac. Note : Le courant de la rivière à la Marte (rivière Rupert) traverse le lac Camousitchouane sur 18,4 km en contournant cette presqu'île d'abord vers du sud-Ouest, puis vers le nord ;
- une île (longueur : 5,9 km par 3,0 km) au Centre-Est du lac.

L'embouchure du lac Camousitchouane est localisée au fond d'une baie au nord-est du lac, soit à :
- 107,6 km à l'ouest d'une baie du lac Mistassini ;
- 78,5 km à l'est de l'embouchure de la rivière à la Marte (rivière Rupert) ;
- 40,4 km au sud de la rivière Rupert ;
- 34 km au sud de l'embouchure du lac Mesgouez (lequel est traversé par la rivière Rupert) ;
- 150 km au nord-ouest du centre-ville de Chibougamau ;
- 248,4 km au nord-est de la confluence de la rivière Rupert et de la baie de Rupert[1].

À partir de l'embouchure du lac Camousitchouane, la décharge du lac emprunte sur km le cours de la rivière à la Marte (rivière Rupert), généralement vers l'ouest en traversant notamment le lac de la Cache, le lac Le Cordier, le lac Weakwaten, le lac Tésécau, le lac Poncet et le lac Legoff, jusqu'à une île barrant l'embouchure de la rivière, à la confluence de la rivière Rupert. Puis le courant emprunte vers l'ouest le cours de la rivière Rupert jusqu'à la rive est de la Baie James.

## Toponymie
La Commission de géographie du Québec a officialisé le toponyme « lac Camousitchouane » le 6 février 1945.
Le toponyme "lac Camousitchouane" a été officialisé le 5 décembre 1968 par la Commission de toponymie du Québec, soit à la création de la commission.